# Gülzow (Mecklemburgo-Pomerânia Ocidental)
Gülzow é um município da Alemanha, situado no distrito de Mecklenburgische Seenplatte, no estado de Mecklemburgo-Pomerânia Ocidental. Tem 12,00 km² de área, e sua população em 2019 foi estimada em 419 habitantes.